# Monachium. Zemsta
Monachium. Zemsta – książka kanadyjskiego dziennikarza George’a Jonasa opisująca część szczegółów Operacji Gniew Boży rozpoczętej przez Izrael w odpowiedzi na atak terrorystyczny podczas Igrzysk Olimpijskich w Monachium w 1972. Książka po swojej publikacji w 1984 roku trafiła w Wielkiej Brytanii na listy bestsellerów w kategoriach literatury faktu i beletrystyki. Książkę zekranizowano dwukrotnie: w 1986 roku Michael Anderson nakręcił Miecz Gideona, a w 2005 roku Steven Spielberg - Monachium.
Głównym źródłem informacji, na których oparta jest książka, mająca postać pierwszoosobej narracji, jest Juwal Awiw, w książce występujący jako Avner – oficer Mosadu zwerbowany do misji specjalnej mającej na celu wyeliminowanie członków OWP i Czarnego Września podejrzanych o udział i planowanie ataku podczas igrzysk. Każdy rozdział książki opisuje inną akcję wraz z jej tłem. Jonas twierdzi, że starał się zweryfikować dane Awiwa, jednak Cwi Zamir, wówczas dyrektor Mosadu, twierdzi, że nigdy nie znał Avnera, a inni oficerowie biorący udział w operacji twierdzą, że wersja Avnera nie jest dokładna. Z kolei John Starnes, szef służb specjalnych Kanadyjskiej Królewskiej Policji Konnej, twierdzi, że opisana historia jest prawdziwa.